# Libštát
Libštát (en allemand : Liebstadtl) est un bourg (městys) du district de Semily, dans la région de Liberec, en République tchèque. Sa population s'élevait à 954 habitants en 2021.

## Géographie
Libštát se trouve à 9 km au sud-est de Semily, à 35 km au sud-est de Liberec et à 88 km au nord-est de Prague.
La commune est limitée par Košťálov à l'ouest, au nord et au nord-est, par Svojek à l'est, par Bělá au sud-est, par Nová Ves nad Popelkou au sud et par Lomnice nad Popelkou au sud-ouest.

## Histoire
La première mention écrite de la localité date de 1322.

## Transports
Par la route, Libštát se trouve à 5 km de Lomnice nad Popelkou, à 10 km de Semily, à 47 km de Liberec et à 108 km de Prague.